# 樽

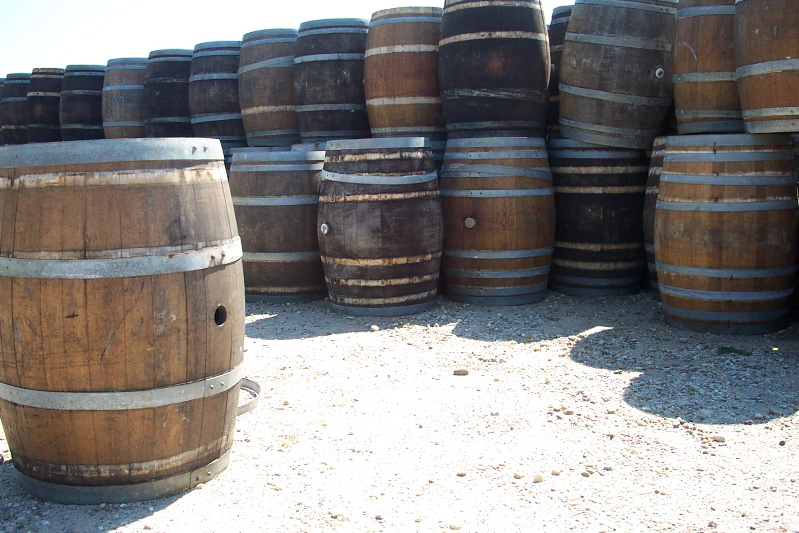
洋樽

樽の構成

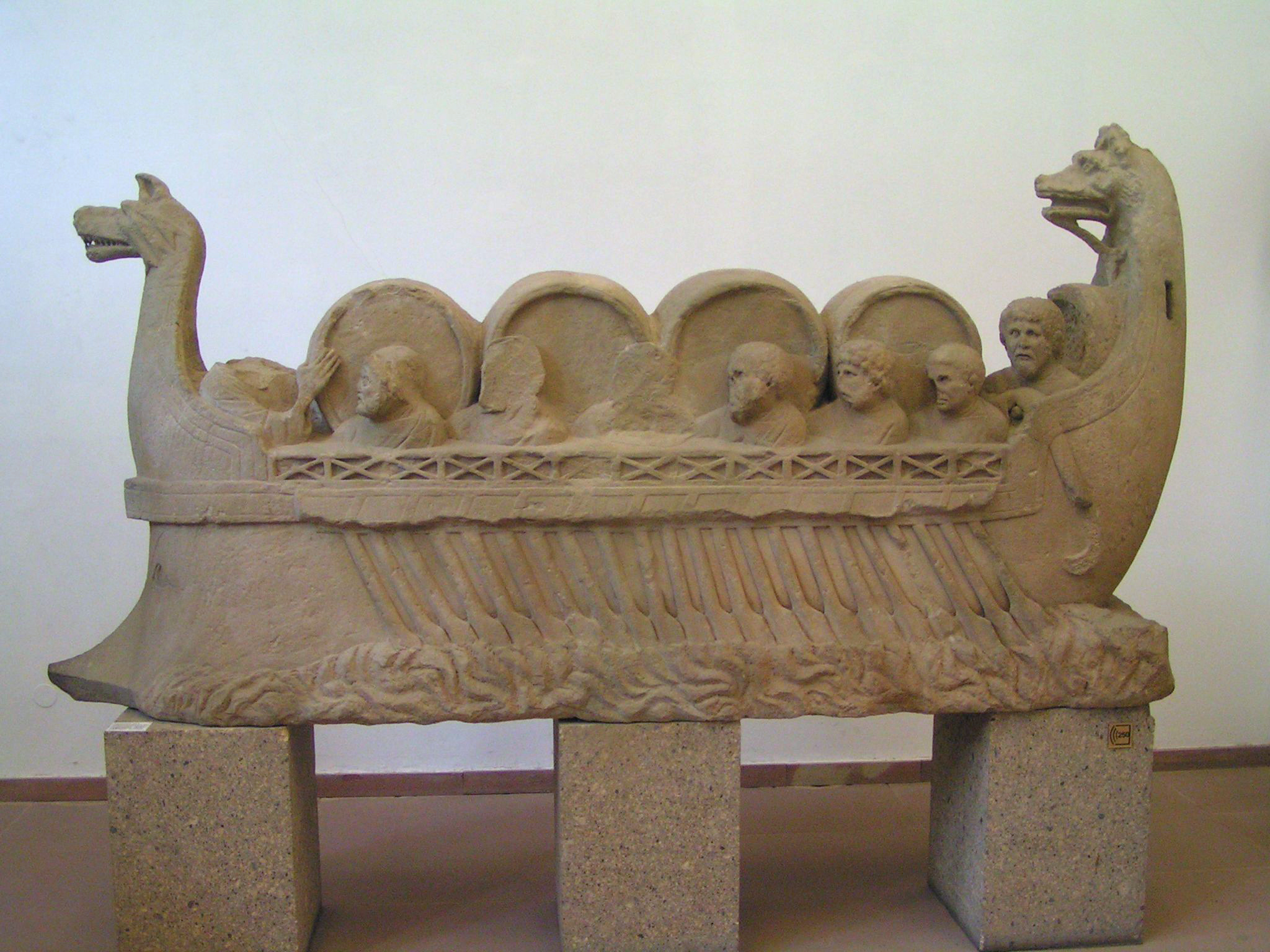
ローマ時代、220年頃のワイン運搬船。

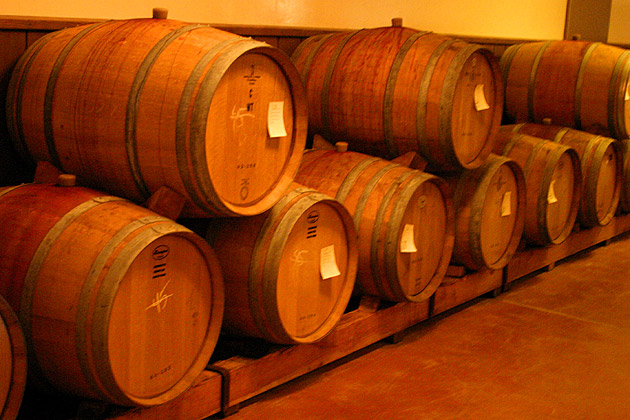
ワインを熟成している樽

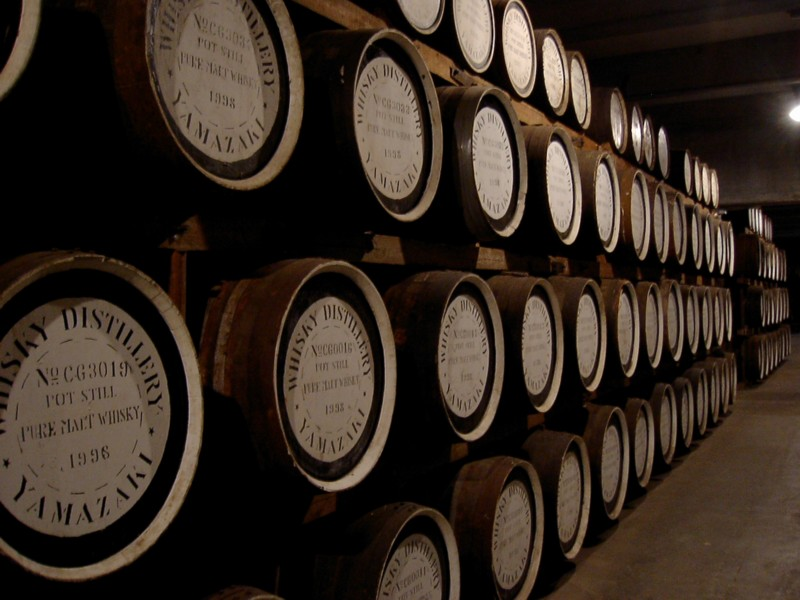
ウイスキーを熟成している樽

樽（たる、イタリア語: Botte、フランス語: tonneau、英語: barrel または cask）とは、円筒形の容器の一種。西洋発祥の洋樽と日本発祥の和樽がある。
木製容器は刳物（くりもの）、曲物（まげもの）、組物（くみもの）、挽物（ひきもの）、結物（ゆいもの）に分類されるが、これらの内製作技術が最も新しい年代に出現したのが樽や桶といった結物である。樽は歴史的には木製容器であるが、同様の形状でアルミニウム（小樽（keg、ケグ）とも言う）や合成樹脂で一体成型した容器のことも慣習的に樽と呼ぶ事がある。
樽には通気孔や蛇口の台座などの開口部を備えているものもある。

## 洋樽
西洋の樽（洋樽）は柾目板を使用しており、形状は胴の部分が膨らんでいる点が特徴である。中央部が膨らんだ円筒形となったのは、樽を何段にも積み上げられる一方、簡単に移動でき馬車や船に積むのにも適した形を追求した結果である。膨らんだ中央部に開口部を設けることにより、その開口部を下に向けると沈殿物や液体を容易に取り出すことができ、上に向けて液体をさらに補填することもできる。樽は側板、底、蓋とそれを結束する箍（たが）で構成されるが、箍は伝統としてセイヨウハシバミ（ヘーゼルナッツ）の枝が用いられている。
ヨーロッパでは古代からワインやビールの貯蔵に用いられてきた。ワインの場合には第二次世界大戦後に大型のステンレス製の貯蔵容器が普及するまで、発酵・熟成・貯蔵の3つの段階で木樽が使用された。
樽は頑丈で連続使用も可、扱いも簡便であるので輸送容器としても用いられてきた。胴の中央部が膨らんでいることで、横向きで摩擦を小さくして方向を転換し、転がしながら移動させることができる。小樽は馬の背に括り付けて輸送するのにも用いられた。
洋樽の用途は一部の工業用樽を除いて、ほとんどが洋酒の貯蔵や熟成用である。具体的にはワイン樽、ウイスキーの樽、ビヤ樽などがある。

### 歴史
樽などの結物容器はローマ期にガリア地方（フランス、ベルギー、ルクセンブルグ、ドイツ中部以南）で出現したとされるが、その具体的な年代や技術的な要因についての詳細は明らかでない。古くエジプト第17王朝や第18王朝のピラミッドの壁画にみられる水や穀物の貯蔵容器が歴史上の樽の初登場という説もある。一説には木樽による本格的な貯蔵はゴール民族の長い経験で生み出され、フランス西部の森林地帯に住んでいたケルト人が金属製のタガをはめた丸型の樽を作り始めたという。ローマ人がフランスに侵入した時代にはこの丈夫な容器を貴金属、ワイン、油、穀物の容器として用いるようになった。
ドイツのライン州立博物館には船にワイン樽を積載・運搬する様子を表現した石造遺物が展示されており、ガリア地方における樽に関する発掘資料の初見とされている。この発掘資料からガリア地方では2世紀には樽の産業化が確立されていたと考えられている。
20世紀にパレットを用いた物流と海上コンテナ等を使ったコンテナ化による複合一貫輸送が導入されるにつれ、樽はゆっくりと主役の座を失った。樽が名前の由来である乾式キャスクは金属製で、原子燃料の貯蔵に使われる。

### 洋酒の貯蔵熟成
ヨーロッパの伝統あるワイナリーでは樽によってワインの出来に違いがあることが知られていた。第二次世界大戦後の経済成長期に大型のステンレス製容器のほうが製品管理やコスト面で有利となったが、金属容器で製造したワインと木樽で製造したワインでは香りや味が異なることが問題となった。樽の効果はそれまでは経験知であったが、1960年代以降になって樽のナラ材（オーク）から溶出するポリフェノール等がワインの熟成に関与している機序が科学的に解明されるようになった。
ウイスキーについても、20世紀に入って、樽貯蔵中に色度、総酸、総エステル、フルフラール、総固形分、タンニンが増加することが知られるようになった。ウイスキーの色や香りにはオークに含まれるポリフェノールの一種（タンニン）が寄与している。同時に樽の木に含まれるタンニンは滓（おり）下げ剤としてウイスキーの透明感や味にも役割を果たしている。
ヨーロッパではワイン樽の素材としてタンニン成分があまり強くないセシルオーク（Quercus petraea）がよく用いられる。一方、コモンオーク（Quercus robur）はややタンニン成分が強くコニャックやブランデー用の樽に用いられる。なお、フレンチオークは一般的にフランス産のセシルオークをいうが、コモンオークと総称してフレンチオークということもある。
北米ではホワイトオーク（Quercus alba）が樽材として有名であり、バーボンやウイスキーの製造に用いられる。
樽の製造工程では樽板の内側の表面温度を170℃から300℃の範囲内で焦がすトースティングが行われ、浅いトースティングの場合にはタンニン由来のオークの風味が強くなり、強いトースティングの場合には香ばしい風味が強くなるとされている。
使い込んだ古樽の内側には酒石酸が付着してオーク成分の溶出が起こらなくなるため長期保存用容器に回される。
なお、サントリーでは不要になった樽を家具や園芸用のプランターなどに加工して販売している。

### 規格と取引単位

#### ワイン樽
ワインの容量の単位は、樽を基準として、トン（tun）、パイプ（pipe）、ホッグスヘッド（hogshead）、バット（butt）、バレル（barrel）、ランドレット（roundlet）などがある。
中世のイギリスではトンは大樽一樽で252ガロンに相当したが、大きすぎて扱いにくいため、船積み用にこれをパイプ樽2個あるいはホッグスヘッド樽4個に分けられた。そのためワインの容量単位には1トン = 2パイプ = 4ホッグスヘッドの関係があった。
| ガロン gallon | ランドレット rundlet | バレル barrel  | ティアス tierce                      | ホッグスヘッド hogshead | パンチョン puncheon ターティアン tertian | パイプ pipe バット butt | タン tun     |                       |
| ------------- | -------------------- | -------------- | ------------------------------------ | ----------------------- | ---------------------------------------- | ----------------------- | ------------ | --------------------- |
|               |                      |                |                                      |                         |                                          |                         | 1            | タン                  |
| 1             | 2                    | パイプ, バット |                                      |                         |                                          |                         |              |                       |
| 1             | 1+1⁄2                | 3              | ファーキン, パンチョン, ターティアン |                         |                                          |                         |              |                       |
| 1             | 1+1⁄3                | 2              | 4                                    | ホッグスヘッド          |                                          |                         |              |                       |
| 1             | 1+1⁄2                | 2              | 3                                    | 6                       | ティアス                                 |                         |              |                       |
| 1             | 1+1⁄3                | 2              | 2+2⁄3                                | 4                       | 8                                        | バレル                  |              |                       |
| 1             | 1+3⁄4                | 2+1⁄3          | 3+1⁄2                                | 4+2⁄3                   | 7                                        | 14                      | ランドレット |                       |
| 1             | 18                   | 31+1⁄2         | 42                                   | 63                      | 84                                       | 126                     | 252          | ガロン（米/英ワイン） |
| 3.79          | 68.14                | 119.24         | 158.99                               | 238.48                  | 317.97                                   | 476.96                  | 953.92       | リットル              |
| 1             | 15                   | 26+1⁄4         | 35                                   | 52+1⁄2                  | 70                                       | 105                     | 210          | ガロン（英）          |
| 4.55          | 68.19                | 119.3          | 159.1                                | 238.7                   | 318.2                                    | 477.3                   | 954.7        | リットル              |

#### ウイスキー樽
ウイスキーの貯蔵熟成に用いられる樽はカスク（cask）と総称される。
- アメリカン・バレル（American barrel） - バーボン・ウイスキーの小樽（容量180リットル）[5]
- ホッグスヘッド（Hogshead） - 豚の頭が入るほどの大きさに由来する樽（容量250リットル）[5]
- シェリーバット（Sherry butt） - 細長いシェリー酒用の小樽（容量500リットル）[5]
- パンチョン（Puncheon） - 寸胴形の新樽（容量500リットル）[5]

#### ビヤ樽
| ガロン gallon | ファーキン firkin | キルダーキン kilderkin | バレル barrel  | ホッグスヘッド hogshead | (バット) (butt) | (タン) (tun) |                          | 年       |
| ------------- | ----------------- | ---------------------- | -------------- | ----------------------- | --------------- | ------------ | ------------------------ | -------- |
|               |                   |                        |                |                         |                 | 1            | タン                     |          |
| 1             | 1+3⁄4             | バット                 |                |                         |                 |              |                          |          |
| 1             | 3                 | 5+1⁄4                  | ホッグスヘッド |                         |                 |              |                          |          |
| 1             | 1+1⁄2             | 4+1⁄2                  | 7+1⁄8          | バレル                  |                 |              |                          |          |
| 1             | 2                 | 3                      | 9              | 15+3⁄4                  | キルダーキン    |              |                          |          |
| 1             | 2                 | 4                      | 6              | 18                      | 31+1⁄2          | ファーキン   |                          |          |
| 1             | 8                 | 16                     | 32             | 48                      | 144             | 252          | エール・ガロン（エール） | (1454年) |
| = 4.62        | = 36.97           | = 73.94                | = 147.88       | = 221.82                | = 665.44        | = 1164.52    | リットル（エール）       | (1454年) |
| 1             | 9                 | 18                     | 36             | 54                      | 162             | 283+1⁄2      | エール・ガロン（ビール） | (1454年) |
| = 4.62        | = 41.59           | = 83.18                | = 166.36       | = 249.54                | = 748.62        | = 1310.09    | リットル（ビール）       | (1454年) |
| 1             | 8+1⁄2             | 17                     | 34             | 51                      |                 |              | エール・ガロン           | 1688年   |
| = 4.62        | = 39.28           | = 78.56                | = 157.12       | = 235.68                |                 |              | リットル                 | 1688年   |
| 1             | 9                 | 18                     | 36             | 54                      |                 |              | エール・ガロン           | 1803年   |
| = 4.62        | = 41.59           | = 83.18                | = 166.36       | = 249.54                |                 |              | リットル                 | 1803年   |
| 1             | 9                 | 18                     | 36             | 54                      |                 |              | 英ガロン                 | 1824年   |
| = 4.55        | = 40.91           | = 81.83                | = 163.66       | = 245.49                |                 |              | リットル                 | 1824年   |

#### 石油のバレル
近代石油産業は19世紀半ばにアメリカで始まったが、当時、酒などの液体の容器には木製の樽を用いることが一般的で原油の運搬にも用いられた。売買取引も樽単位で行われたため、英語のbarrel（樽）が石油産業の標準単位となった。1ガロンは42米ガロンであり、リットルに換算すると158.97リットルとなる。

### 慣用句
英語圏には、over a barrelという慣用句がある。これには、1)（溺れた人を水を吐かせるために）樽に乗せる、2)他人に意のままにされる、3)窮地に陥る、困り果てる、という意味がある。
この表現の由来は未詳だが、一説として人を樽に縛り付けたり鞭打ったりすることを暗示している、とされることがある。

## 和樽

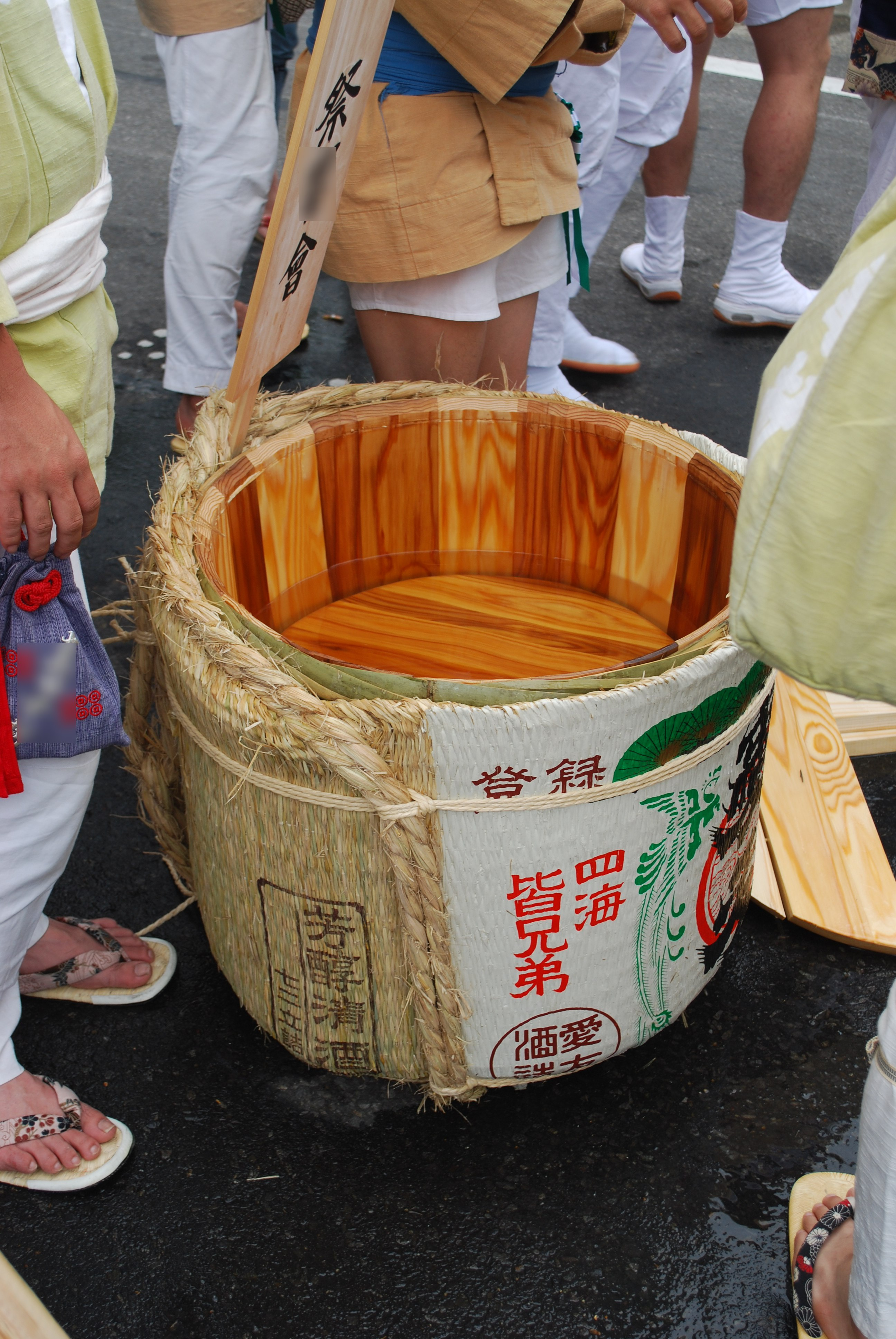
酒樽(祭礼時のふるまい酒)

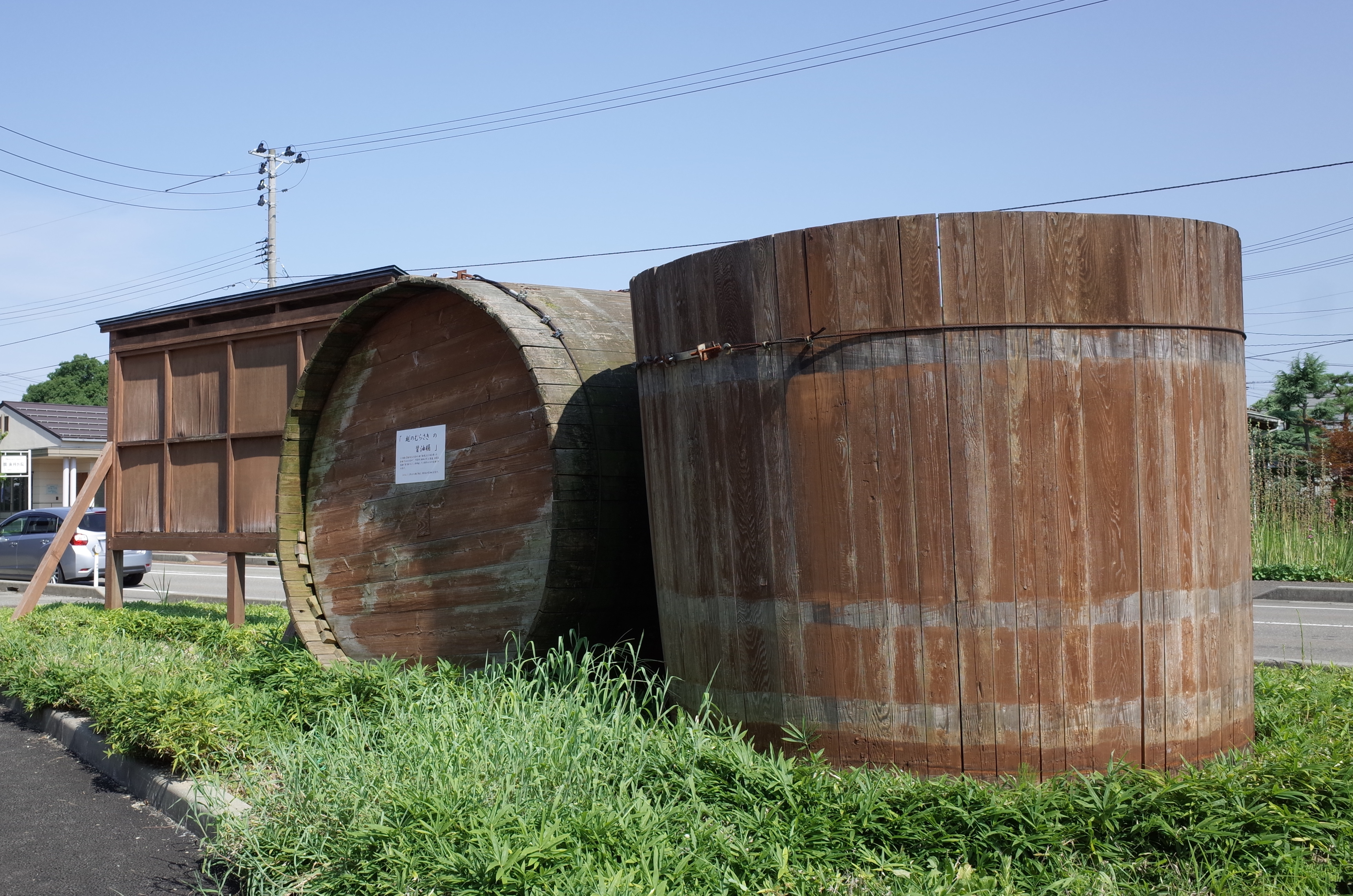
日本における醤油樽

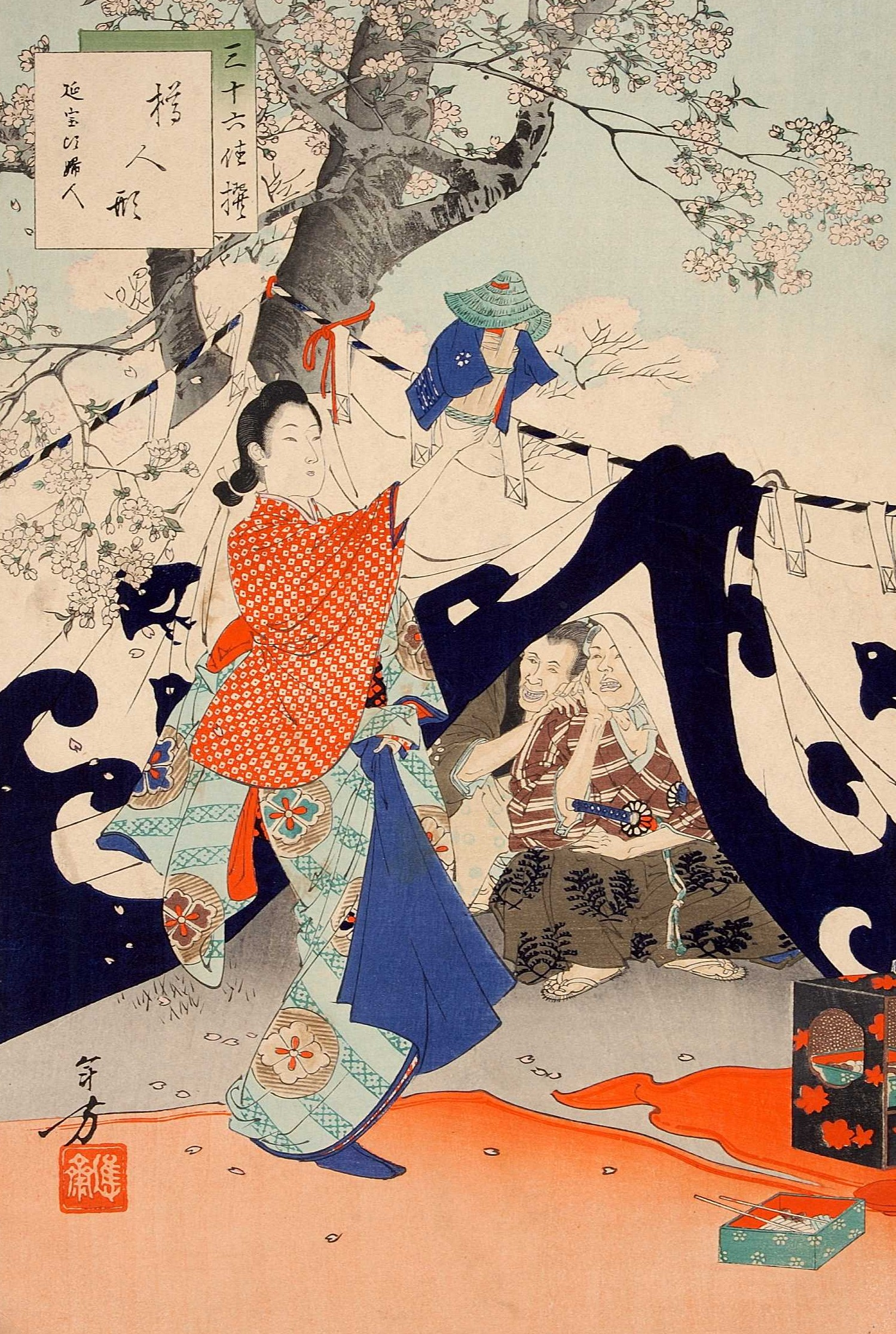
水野年方筆「三十六佳撰 樽人形 延宝頃婦人」

日本酒や味噌などの貯蔵や運搬に用いられる木製の容器である。
起源についての一説として、11世紀後半から13世紀にかけて中国人が多く住んでいた北部九州から小さな結桶や結樽が発掘されている事から、日宋貿易との関連から大陸でつくられたものが輸入された、とされる。
日本の樽は桶と共に、その胴部は細長い板を円く並べて「箍（たが）」と呼ばれる竹などをらせん状に束ねたもので結った構造である。「樽」と「桶」の違いは、一般的には蓋が固定されているものが「樽」、口が開いているのが「桶」とされているが、側面形や板の取り方にも違いがある。寿司桶などの場合には余分な水分を吸収して使用後も乾燥が早くなるよう側面に柾目材が用いられるのに対し、和樽では水分や湿気を通しにくい板目材が用いられる。
酒造用の酒母を温める暖気樽（だきだる）のように「樽」の名を持つが、構造的には桶に分類されるものもある。
現存する世界最大の木樽はフンドーキン醤油（大分県）にある。

### 製造
素材にはスギ（杉）のほかマキ（槙、コウヤマキなど）やクルミ（胡桃）も用いられる。この内酒樽に用いられる杉材は、樹皮に近い白い部分で上品な香りが付くとされる「甲付」と、杉の中心部分に近く強い香りとともに木の色も付く「赤味」に分けられる。
杉材の中でも吉野杉は香りがよく、節が少ないため、酒樽の適材として最上とされた。他にはヒノキなどが樽の材料として用いられた。
江戸時代には全国各地に数百の酒造業者が存在し、それを支える酒樽職人も数多くが存在していたが、2013年時点で、酒樽を扱う業者は全国で9社、樽作りの全ての工程をこなせる職人も10人程度とわずかになった。
樽の側面に菰（こも）を巻き付けた菰樽（こもだる）と呼ばれる酒樽は、現代でも祝いの席などで鏡開きの際に用いられる。江戸時代に酒樽を船積みして運ぶ際に壊れないように巻かれるようになったといわれる。
菰樽づくりは、かつて猪名川流域にあった水田で長くて良質な稲藁がとれ、酒どころ灘に近い兵庫県尼崎市が大きな産地だった。2017年現在も全国シェアの約8割を占め、株式会社岸本吉二商店で製造している。

### 樽人形
寛文・延宝（1661年-1681年）頃には酒宴や花見などで柄樽に笠や羽織をつけて人形に見立て、これを手で持って踊らせる芸が考案された。「樽人形」と呼ばれたこの芸が元禄期（1688年から1704年）頃に流行、樽人形専用の樽も作られるようになった。

## 金属製樽容器

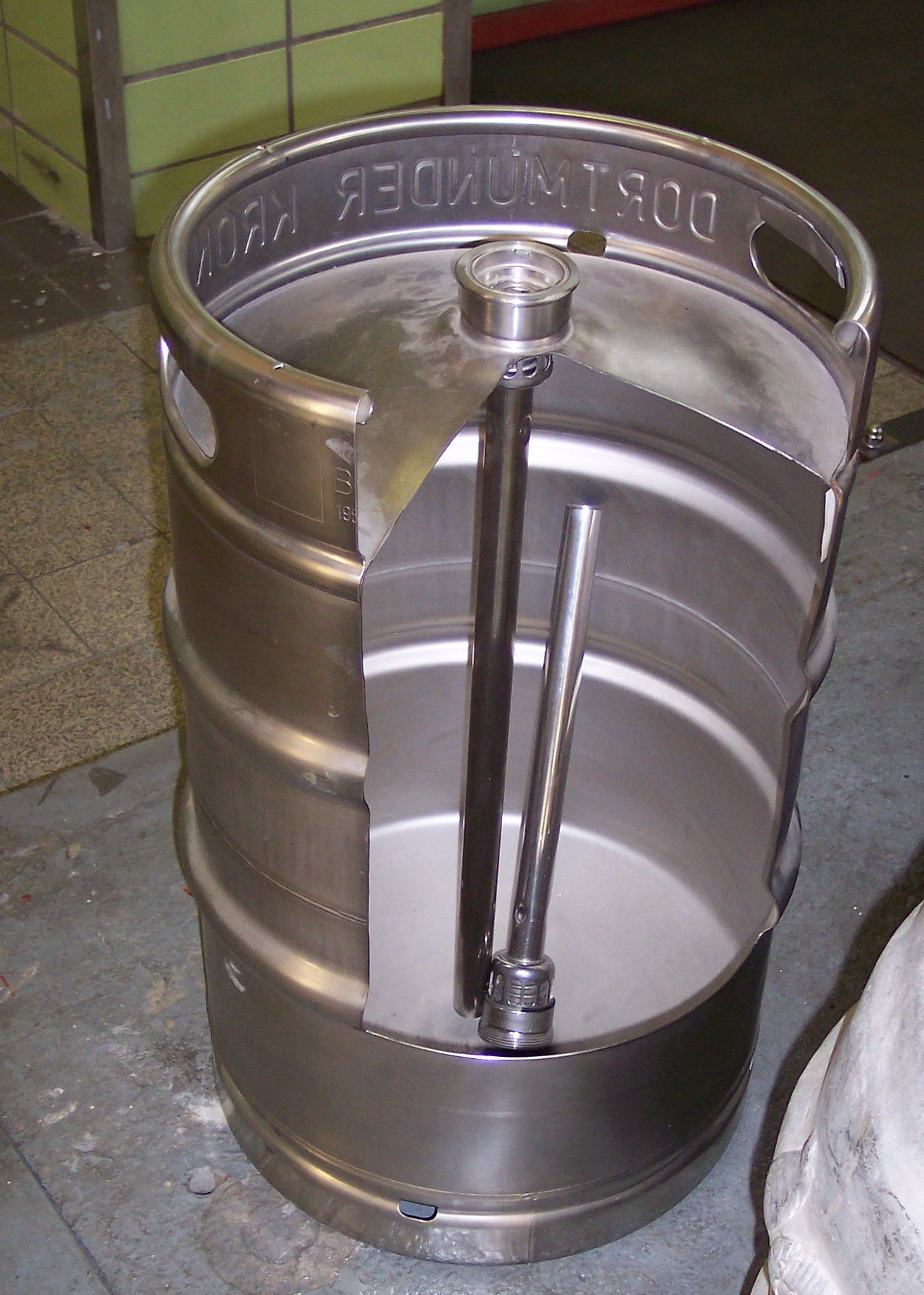
15.5 USガロンのケグ（一部切断）

飲食店などの業務用として「樽生ビール容器」と呼ばれるビールなどの発泡飲料用の保存容器があり、いずれもステンレス製の容器部とフィッティング部の2つの部品で構成されている。ビール工場でビールを充填し、飲食店でビールサーバーに取り付けて使用した後、ビール工場に回収して洗浄し再度充填を繰り返す（生涯使用回数は120 - 200回程度とされる）。

## 関連書籍
- 『樽とオークに魅せられて―森の王(クエルクス)の恵み、ウイスキー・ワイン・山海の幸』加藤定彦、吉田勝彦　ティビーエスブリタニカ ISBN 4484002043
- 『日本酒のテキスト<1> 香りや味わいとその造り方』松崎晴雄(著) 同友館
- 『日本酒のテキスト<2> 地の特徴と造り手たち』松崎晴雄(著) 同友館